# Клименко, Александр Иванович (учёный)
Александр Иванович Клименко – российский ученый, специалист в области разведения, селекции и воспроизводства сельскохозяйственных животных, академик РАН (2016), доктор сельскохозяйственных наук (1997), профессор (1998), Заслуженный деятель науки РФ (2013), ректор Донского государственного аграрного университета (2013-2019).

## Биография
Родился 30 октября 1957 года в с. Безыменное Новоазовского района Донецкой области в семье сельских тружеников. После окончания школы поступил в ДСХИ (ныне – Донской ГАУ) и в 1980 году с отличием окончил зооинженерный факультет.  
Прошел действительную военную службу в рядах Краснознаменной Каспийской флотилии. Вернувшись в родной вуз, начал трудовую деятельность в качестве старшего научного сотрудника мясной лаборатории, возглавил студенческую профсоюзную организацию, поступил в очную аспирантуру к ректору ДСХИ, доктору с.-х. наук, профессору В.И. Степанову, под руководством которого в 1986 году успешно защитил кандидатскую диссертацию. С 1987 года работал на кафедре частной зоотехнии, где прошел все ступени профессионального роста: от ассистента, доцента до заведующего кафедрой, профессора.  
В мае 1989 года был избран деканом зооинженерного факультета и успешно возглавлял его до 2000 года. Упрочившийся за этот период научный потенциал факультета, а также коренная реорганизация учебного процесса способствовали преобразованию данного подразделения, открытию новых приоритетных специальностей, таких как технологии переработки мяса и мясных продуктов, молока и молочных продуктов, товароведение и др.  
В 1997 году защитил докторскую диссертацию, в 1998 был утвержден в звании профессора. С 2000 года работал деканом организованного при его непосредственном участии факультета биотехнологии, товароведения и экспертизы товаров Донского ГАУ.
В 2003 году назначен директором Северо-Кавказского зонального научно-исследовательского ветеринарного института (ГНУ СКЗНИВИ Россельхозакадемии). С 2012 года - член корреспондент РАСХН. 20 сентября 2013 года приказом Министерства сельского хозяйства РФ назначен исполняющим обязанности ректора Донского ГАУ. Избран ректором 9 декабря 2014 года на конференции научно-педагогических работников, представителей других категорий работников и обучающихся Донского государственного аграрного университета.
Круг научных интересов и исследований Александра Ивановича Клименко включает современные технологии разведения, селекции и воспроизводства сельскохозяйственных животных, разработку новых методов скрининговых исследований инфекционных заболеваний сельскохозяйственных и домашних животных, создание и апробацию новых биогенных стимуляторов для повышения продуктивности, резистентности, устойчивости животных к инфекционным и другим заболеваниям, а также получение качественной животноводческой продукции. Опубликовал более 300 научных работ, имеет 43 авторских свидетельств и патентов. Ведет подготовку научно-педагогических кадров, под его руководством защищены две докторские и 11 кандидатских диссертаций. 27 октября 2016 года избран академиком Российской академии наук.
Александр Иванович Клименко является лауреатом Государственной научной стипендии, награжден нагрудным знаком «Почетный работник высшего профессионального образования РФ», Почетными грамотами Российской академии наук и Министерства сельского хозяйства России, Благодарственным письмом Полномочного представителя Президента Российской Федерации в Южном федеральном округе. 2 сентября 2013 года указом Президента РФ ему присвоено почетное звание «Заслуженный деятель науки РФ».

## Труды
Александр Иванович Клименко является автором более 300 научных работ. Среди них:
- The novel structural modification of pyridoxal via its cyclization into 2-acyl- and 2-heteroarylfuro[2,3-c]pyridines / Morkovnik, A.S., Zubenko, A.A., Divaeva, L.N., Kartsev, V.G., Borodkin, G.S., Klimenko, A.I.// Mendeleev Communications, 29 (1), pp. 116–118. – 2019
- Микобактерии и микобактериальные инфекции животных /Гулюкин М.И., Клименко А.И., Овдиенко Н.П., Хабузов И.П., Жуков В.М., Василенко В.Н., Лодянов В.В. //Санкт-Петербург, 2018.
- Synthesis and Anti-Infective Activity of 2-Heteroaryl(Acyl)-9,10,12,13-Tetramethoxy-3-Methyl-4,5-Dihydro-3H-Phenanthro[1,2-d]Azepines / Zubenko, A.A., Divaeva, L.N., Morkovnik, A.S., Kartsev, V.G., Drobin, Y.D., Serbinovskaya, N.M., Fetisov, L.N., Bodryakov, A.N., Bodryakova, M.A., Lyashenko, L.A., Klimenko, A.I.// Russian Journal of Bioorganic Chemistry, 44 (4), pp. 461–468. – 2018
- Synthesis of phennanthro[1,2-D]azepine derivatives containing a new heterocyclic system from the aporphine alkaloid glaucine /Zubenko A.A., Morkovnik A.S., Divaeva L.N., Kartsev V.G., Suponitsky K.Y., Klimenko A.I.// Mendeleev Communications. Т. 28. № 3. С. 320-322. – 2018
- Синтез производных (1,3,4-оксадиазол-2-ил) акриловых кислот, обладающих антибактериальной и протистоцидной активностью /Попов Л.Д., Зубенко А.А., Фетисов Л.Н., Дробин Ю.Д., Клименко А.И., Бодряков А.Н., Бородкин С.А., Мелкозерова И.Е.// Биоорганическая химия. Т. 44. № 2. С. 225-231. – 2018
- Наш долг – оправдать свое предназначение /Клименко А.И., Пахомов А.П., Сохинов А.П.// Птица и птицепродукты. 2018. № 4. С. 16-17.
- Естественная неспецифическая резистентность телят-гипотрофиков при использовании кормовой добавки асид лак сухой в отдельности и в сочетании с пробиотиком пролам /Шахов А.Г., Сашнина Л.Ю., Клименко А.И., Ермакова Т.И.// Ветеринария Кубани. 2018. № 1. С. 11-13.
- Synthesis of phenanthro[1,2-d]azepine derivatives containing a new heterocyclic system from the aporphine alkaloid glaucine / Zubenko, A.A., Morkovnik, A.S., Divaeva, L.N., Kartsev, V.G., Suponitsky, K.Y., Klimenko, A.I. // Mendeleev Communications, 28 (3), pp. 320–322. – 2018
- The Synthesis of (1,3,4-Oxadiazol-2-yl)Acrylic Acid Derivatives with Antibacterial and Protistocidal Activities / Popov, L.D., Zubenko, A.A., Fetisov, L.N., Drobin, Y.D., Klimenko, A.I., Bodryakov, A.N., Borodkin, S.A., Melkozerova, I.E.// Russian Journal of Bioorganic Chemistry, 44 (2), pp. 238–243. – 2018
- Determination of the mutagenicity of 2-aminoanthracene using chicken hepatic S-9 fraction / Chistyakov, V.A., Usatov, A.V., Klimenko, A.I., Kolosova, M.A., Prazdnova, E.V., Tutel’ian, A.V.// OnLine Journal of Biological Sciences, 18 (4), pp. 442–445. – 2018
- Reaction of 2-methyl-3,4-dihydro-β-carbolin-2-ium iodide with acylmethyl halides controlled by electronic effects: a new route to 1,2-dihydroazepino[4,5-b]indoles / Zubenko, A.A., Morkovnik, A.S., Divaeva, L.N., Kartsev, V.G., Borodkin, G.S., Klimenko, A.I.// Mendeleev Communications, 28 (1), pp. 83–85. – 2018
- Recyclization of glaucine as a new route to litebamine derivatives / Zubenko, A.A., Morkovnik, A.S., Divaeva, L.N., Kartsev, V.G., Kuzmina, L.G., Borodkin, G.S., Klimenko, A.I.// Mendeleev Communications, 28 (1), pp. 58–60. – 2018
- Products of solid-phase probiotic bacilli fermentation increase food conversion efficiency and stimulate chicken growth / Mazanko Maria, S., Klimenko, A.I., Gorlov, I.F., Usatov, A.V., Komarova, Z.B., Mosolova, N.I., Krotova, O.E., Struk, A.N., Chickindas, M.L., Kolosova, M.A.// American Journal of Biochemistry and Biotechnology, 14 (4), pp. 262–271. – 2018
- Состояние и перспективы развития свиноводства в Российской Федерации /Клименко А.И., Свинарев И.Ю., Третьякова О.Л., Дегтярь А.С. Информационно-аналитический обзор / Персиановский, 2017.
- Рециклизация 9-бромкотарнина под действием галогенацетилгетаренов. Синтез и биологическая активность 4-гетероил-9-бром-1,2-дигидро-6-метокси-7,8-метилендиокси-3-бензазепинов /Зубенко А.А., Диваева Л.Н., Морковник А.С., Карцев В.Г., Дробин Ю.Д., Сербиновская Н.М., Фетисов Л.Н., Бодряков А.Н., Бодрякова М.А., Лященко Л.А., Клименко А.И.// Биоорганическая химия. 2017. Т. 43. № 5. С. 555-561.
- Отраслевые проблемы промышленного свиноводства России, решаемые путем внедрения наилучших доступных технологий /Свинарев И.Ю., Клименко А.И., Острикова Э.Е., Ратошный А.Н// Политематический сетевой электронный научный журнал Кубанского государственного аграрного университета. 2017. № 134. С. 1220-1230.
- Породная дифференциация желательных генотипов гена PRLR  у свиней /Клименко А.И., Колосов А.Ю., Леонова М.А., Гетманцева Л.В., Бакоев С.Ю., Радюк А.В., Романец Е.А.// Сибирский вестник сельскохозяйственной науки. 2017. Т. 47. № 4 (257). С. 32-37.
- Recyclization of 9-bromocotarnine under the action of haloacylhetarenes. Synthesis and biological activity of the 4-heteroaroyl-9-bromo-1,2-dihydro-6-methoxy-7,8-methylenedioxy-3-benzazepines /Zubenko, A.A., Divaeva, L.N., Morkovnik, A.S., (...), Lyashenko, L.A., Klimenko, A.I.// 2017. - Russian Journal of Bioorganic Chemistry 43(5), с. 583-588.
- One-pot synthesis of 4-heteroaryl-1,2-dihydro-3-benzazepines from 3,4-dihydroisoquinolinium salts or pseudo bases /Zubenko, A.A., Kartsev, V.G., Morkovnik, A.S., (...), Borodkin, G.S., Klimenko, A.I.// 2017. - Tetrahedron Letters 58(12), с. 1233-1236
- Effect of polymorphisms in intron 1 of the swine POU1F1 gene on growth and reproductive traits / Getmantseva, L., Kolosov, A., Leonova, M., Usatov, A., Bakoev, F., Klimenko, A., Bakoev, S.// Turkish Journal of Veterinary and Animal Sciences, 41 (5), pp. 643–647. – 2017
- Age-dependent variation of telomere length and DNA damage in chicken / Makarenko, M.S., Usatov, A.V., Getmantseva, L.V., Chistyakov, V.A., Klimenko, A.I., Vasilenko, V.// OnLine Journal of Biological Sciences, 17 (4), pp. 387–393. – 2017
- Differences in desired genotypes of the PRLR gene in pigs of different breeds /Klimenko, A.I., Kolosov, A.Yu., Leonova, M.A., Getmantseva, L.V., Bakoev, S.Yu., Radyuk, A.V., Romanets, E.A.// Don State Agrarian Univ.. Siberian Herald of Agricultural Science, 0370-8799. 2017
- Продуктивность и показатели качества молока свиноматок при применении естественных метаболитов /Клименко А.И., Погодаев В.А., Урбан Г.А. //Зоотехния. 2016. № 6. С. 21-23.
- Воспроизводительная способность свиней разного генотипа по маркерным генам / Клименко А.И., Максимов Г.В., Максимов А.Г., Ленкова Н.В. // Главный зоотехник. 2016. № 9. С. 3-13.
- Синтез и фармакологическая активность (N-гетарил)-3(5)-нитропиридонов / Клименко А.И., Диваева Л.Н., Зубенко А.А., Морковник А.С., Фетисов Л.Н., Бодряков А.Н. //Биоорганическая химия. 2015. Т. 41. № 4. С. 454
- Межвидовая передача вируса лейкоза крупного рогатого скота в эксперименте / Гулюкин М.И., Козырева Н.Г., Иванова Л.А., Степанова Т.В., Клименко А.И., Коваленко А.В., Дробин Ю.Д., Василенко В.Н. // Вопросы вирусологии. 2015. Т. 60. № 5. С. 32-37.
- Продуктивность крупного рогатого скота молочных пород в Ростовской области / Клименко А.И., Приступа В.Н., Шаталов С.В., Григорьева А.А. // Ветеринарная патология. 2015. № 4 (54). С. 43-47.
- Synthesis and pharmacological activity of N-hetaryl-3(5)-nitropyridines /Klimenko, A.I., Divaeva, L.N., Zubenko, A.A., (...), Fetisov, L.N., Bodryakov, A.N. // Russian Journal of Bioorganic Chemistry 41(4),6685, с. 402-408. – 2015
- Synthesis and Pharmacological Activity of N-Hetaryl-3(5)-Nitropyridines /Klimenko, A.I., Divaeva, L.N., Zubenko, A.A., (...), Fetisov, L.N., Bodryakov, A.N.// Bioorganicheskaia khimiia 41(4), с. 454-461. – 2015
- Synthesis and Antimicrobial and Protistocidal Activity of 1-(2-Aryloxyethyl- and 2-Halobenzyl)-3-(2-Hydroxyethyl)-2-Imino-1,3-Dihydrobenzimidazolines /Divaeva, L.N., Klimenko, A.I., Morkovnik, A.S., (...), Bodryakova, M.A., Bodryakov, A.N. //Pharmaceutical Chemistry Journal 49(2), с. 91-95. – 2015
- Теоретические и практические аспекты использования биотехнологии и генной инженерии: моногр. / соавт.: Г.В. Максимов и др.; ФГБОУ ВПО "Дон. гос. аграрный университет."- пос. Персиановский, 2014. - 397 с.
- Влияние препарата «Селенолин» на репродуктивные качества свиноматок крупной белой породы /Дубравная Г.А., Клименко А.И., Тинькова Е.Л., Карташова Е.В. //Ветеринарная патология. № 2 (48). С. 11-14. – 2014
- Некоторые исторические и современные аспекты мериносового овцеводства России /Колосов Ю.А., Клименко А.И., Абонеев В.В.  //Овцы, козы, шерстяное дело. 2014. № 2. С. 2-4.
- Выявление возбудителя вирусного гепатита Е кур в условиях Ростовской области / Лапина Т.И., Клименко А.И., Ключников А.Г., Бодрякова М.А. // Известия Самарской государственной сельскохозяйственной академии. 2014. № 1. С. 44-47.
- Программы селекции свиней / Третьякова О.Л., Клименко А.И., Федин Г.И. // Вестник Калмыцкого университета. 2014. № 1 (21). С. 22-26.
- Проблемы использования генетически модифицированных организмов в сельском хозяйстве /Клименко А.И., Максимов Г.В., Василенко В.Н. // Вестник аграрной науки Дона. 2014. Т. 2. № 26. С. 4-15.
- Вирусный гепатит Е кур/ Лапина Т.И., Клименко А.И., Токарев О.И., Костина Е.Е., Лященко Л.А., Крашенинникова Е.Н. // Российская сельскохозяйственная наука. 2014. № 1. С. 69-71.
- Study of new non-stationary regimes and distribution of thermal fields of biological objects /Klimenko, A.I., Lachin, V.I., Kolosov, Y.A., Gvetadze, S.V. // 2014 Middle - East Journal of Scientific Research 20(12), с. 2090-2093
- The relationship between heterosis and genetic distances based on SSR markers in Helianthus annuus /Usatov, A.V., Klimenko, A.I., Azarin, K.V., (...), Makarenko, M., Getmantseva, L. //2014. -American Journal of Agricultural and Biological Science 9(3), с. 270-276
- Effects of melanocortin-4 receptor gene on growth and meat traits in PIGS raised in Russia /Klimenko, A., Usatov, A., Getmantseva, L., (...), Kostjunina, O., Zinovieva, N. //2014. - American Journal of Agricultural and Biological Science 9(2), с. 232-237
- DNA-markers of sunflower resistance to the downy mildew (Plasmopara Halstedii) /Usatov, A.V., Klimenko, A.I., Azarin, K.V., (...), Bibov, M.Yu., Getmantseva, L.V. // 2014. - American Journal of Biochemistry and Biotechnology 10(2), с. 136-140
- Theoretical and practical aspects of use of biotechnology and genetic engineering /Maksimov, G.V., Vasilenko, V.N., Klimenko, A.I., Maksimov, V.G., Maksimov, A.G., Lenkova, N.V. // Don State Agrarian Univ.. 2014; Don State Agrarian University.